# 당주석
당주석(黨主席, party chair) 또는 당총재(黨總裁, party president)은 정당의 최고당료다. 
당주석은 당대표와는 그 양태가 다소 다르다. 당주석은 당조직과 당활동 같은 당원업무 총체에 관여한다. 
주석제를 취하는 정당으로는 1982년 이전까지의 중국 공산당(중국공산당 중앙위원회 주석), 영국 보수당(보수당주석), 영국 노동당(노동당주석), 미국 민주당(민주당 전국위원회 주석), 미국 공화당(공화당 전국위원회 주석), 일본 자유민주당(자유민주당 총재) 등이 있다.

## 같이 보기
- 당대표